# Dom Aquino
Dom Aquino är en kommun i Brasilien.   Den ligger i delstaten Mato Grosso, i den centrala delen av landet, 700 km väster om huvudstaden Brasília. Antalet invånare är 8 131.
Omgivningarna runt Dom Aquino är huvudsakligen savann. Runt Dom Aquino är det mycket glesbefolkat, med 3 invånare per kvadratkilometer.